# Иль-тегин Буюрук
Иль-тегин Буюрук, Нили-хан (кит. упр. 泥利可汗, пиньинь nilikehan, арм. Йаль-тегин, перс. Пармуда‎ или Барамуда, Или-тегин) — первый каган Западно-тюркского каганата с 603 года. Кара-Чурин-Тюрк после ирано-тюркской войны назначил Нили-хана правителем Пайкендского удела. По персидским сведеньям он сопротивлялся продвижению войск Бахрама Чубина, но в конце концов был схвачен (или сдался для переговоров) и отправлен к Ормизд IV, который милостиво принял его, заключил мир и отправил в Пайкенд.
Когда Кара-Чурин-Тюрк стал тюркским каганом, Нили-хан стал правителем западной части Тюркского каганата и его преемником на каганском престоле.
В начале VII века, когда Кара-Чурин-Тюрк бежал в Тогон, началось война за каганский престол. Нили-хан погиб во время этой войны.